# Curtis's Botanical Magazine

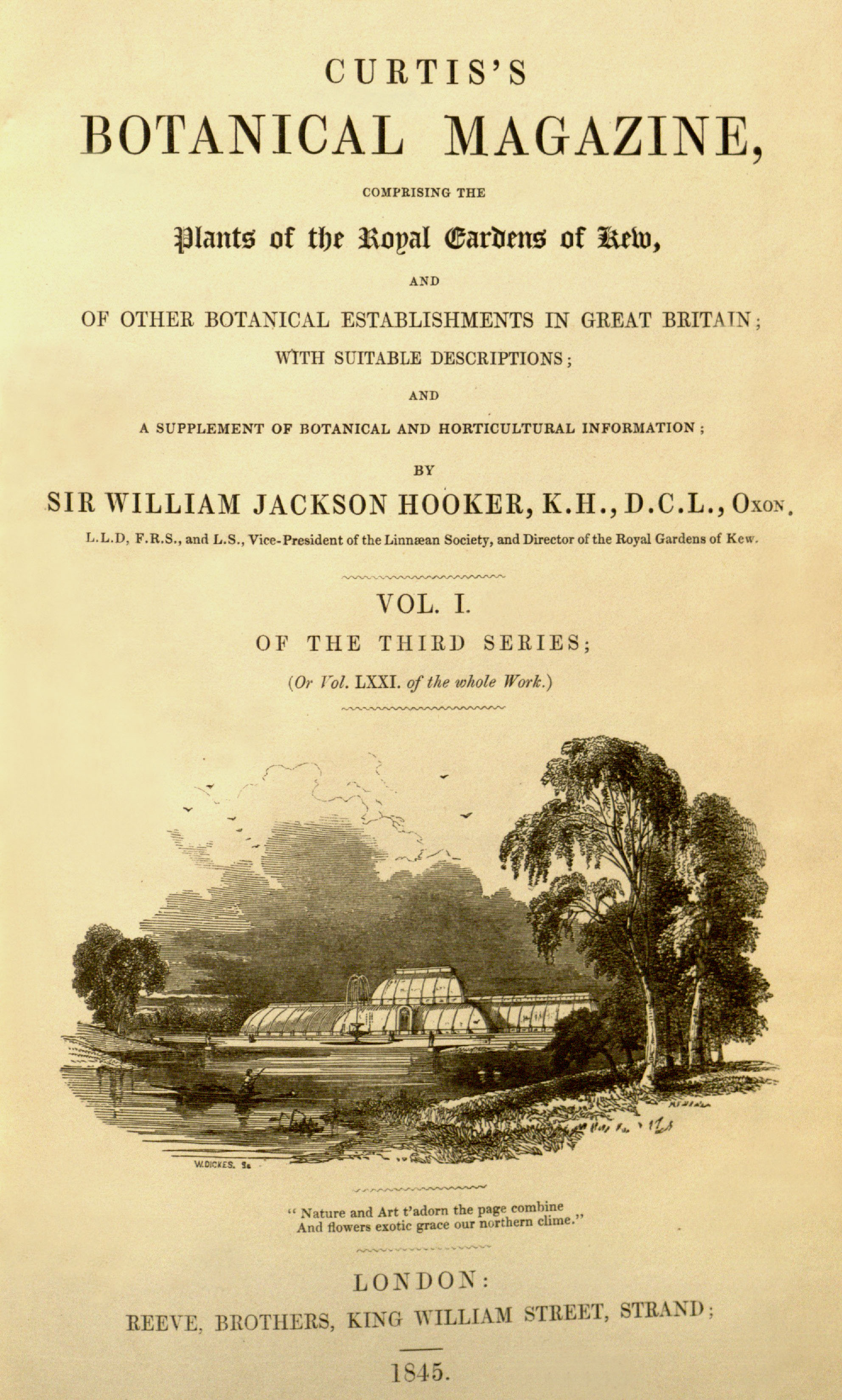
The Botanical Magazine, 1845 Capa

The Botanical Magazine ou Flower-Garden Displayed (abreviado Bot. Mag.) é uma publicação ilustrada que começou a se editar em 1787. É a revista botânica de mais longa duração, em geral refere-se o seguinte nome: Curtis's Botanical Magazine.
A cada um dos temas contém uma descrição, em linguagem formal e acessível, e é famosa por mostrar o trabalho de ilustradores botânicos durante dois séculos. Muitas plantas receberam a sua primeira publicação em suas páginas, e a descrição que foi realizada pelas ilustrações profundamente detalhadas.

## História e perfil
A primeira edição, em 1787, foi iniciada por William Curtis, como uma revista de ilustrações botânicas. Curtis era boticário e botânico, e ocupava um posto no Real Jardim Botânico de Kew, que tinha publicado a aclamada (mas mal vendida) Flora Londinensis uns anos antes. A publicação familiarizou a seus leitores com plantas ornamentais e exóticas, e apresentou-se em formato de oitavo. Os artistas que tinham dado anteriormente às suas pinturas de flores uma grande audiência, agora viam o seu trabalho publicado num formato mais amplo. As ilustrações foram inicialmente gravadas e coloridas à mão, tomadas de gravados em cobre e complementadas com o texto. A identificação para um leitor, em geral, deu-se com extensos detalhes, algumas delas as deram como uma secção. Isto foi acompanhado por uma ou duas páginas de texto que descrevem as propriedades das plantas, história, características de crescimento, e alguns nomes comuns das espécies.

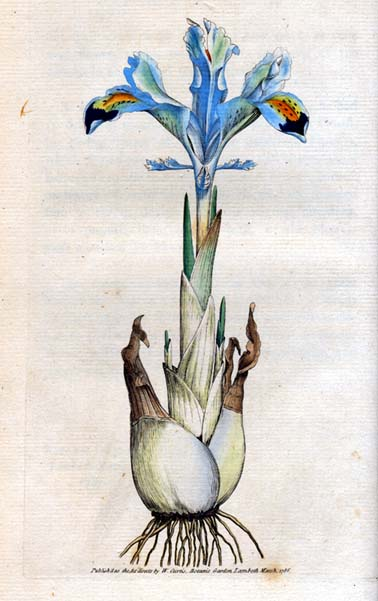
Iris persica (Sowerby)

As ilustrações do primeiro volume foram em sua maioria efetuadas por Sydenham Edwards, ainda que uma disputa com os editores viram sua ida ao rival The Botanical Register. O crédito para a primeira placa (Iris persica) vai a James Sowerby, ao igual que uma dúzia das contribuições de Edwards. Os primeiros trinta volumes utilizaram gravados de cobre para realizar as placas, o colorido à mão destes foi realizado por um máximo de trinta pessoas. Com uma atirada de 3000 instâncias. Como os custos de produção aumentaram, e o aumento da demanda também, os resultados foram variáveis. O uso posterior da coloração à máquina proporcionou uniformidade ao trabalho dos artistas, ainda que o processo não podia dar o mesmo detalhe que os realizados em anos anteriores à mão. A revista tem sido considerada como a principal revista de ilustração botânica em seus começos.

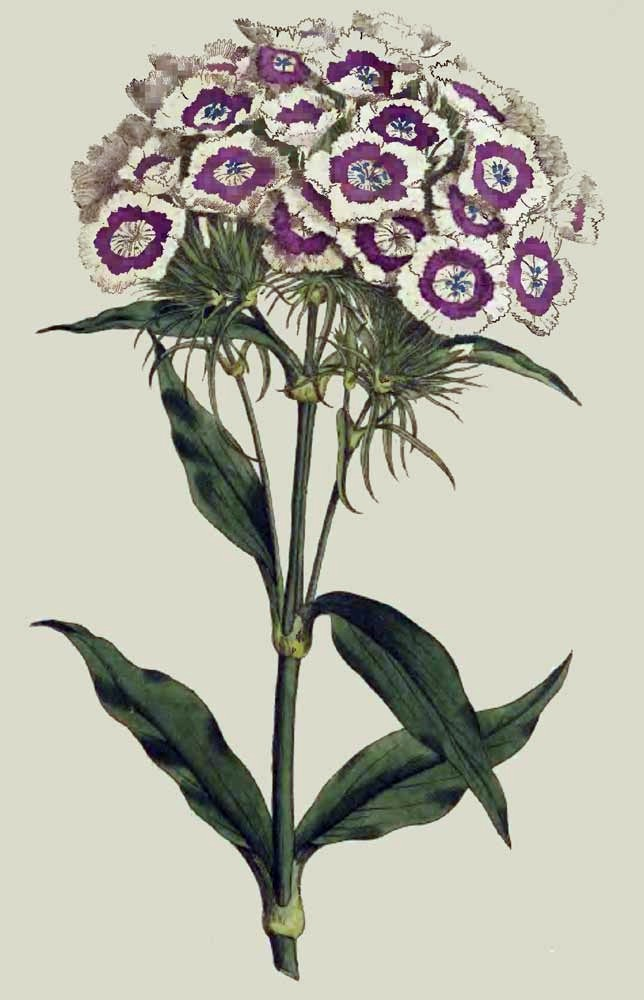
Dianthus barbatus Plate 207 (1793)

Quando Curtis morreu, após ter completado 13 volumes (1787-1800), seu amigo John Sims se converteu em editor entre 1801 e 1807 (Volumes 15-26) e lhe mudou o nome. William Hooker foi o editor do ano 1826, trazendo sua experiência como botânico, e como autor da revista rival, Exotic Botany. WJ Hooker levou o artista Walter Hood Fitch à revista, o qual se converteu no artista principal da revista durante quarenta anos.
Joseph Dalton Hooker seguiu a seu pai, convertendo no diretor de Kew Gardens em 1865, e editor de sua revista. Fitch demitiu-se da revista em 1877 seguindo uma discussão com Hooker—para a qual Fitch estava a preparar ilustrações para alguns livros—e que a filha de Hooker Harriet Anne Hooker Thiselton-Dyer interveio. Ela produziu quase 100 ilustrações para publicação durante o período 1878–1880, ajudando a manter a revista viável até que a próxima artista principal, Matilda Smith, assumiu como ilustradora principal.
Como Thiselton-Dyer, Smith foi trazida para a revista pelo jovem Hooker, que era seu primo. Entre 1878 e 1923, Smith desenhou mais de 2.300 placas para Curtis. A sua contribuição excepcional foi ver ela se tornar a primeira artista botânica de Kew, e mais tarde ela foi feita uma associada da Sociedade Linneana, a segunda mulher a ter conseguido isso. O valor científico das figuras e da ilustração, motivo de orgulho e notabilidade para a revista, exigiu a cuidadosa formação dos ilustradores. O artista trabalhou em estreita colaboração com o botânico para representar um espécime, o uso de detalhes aumentados em torno da representação deu aos volumes um apelo prático a botânicos, horticultores e jardineiros.
A revista é a maior série produzida da ilustração botânica, a qualidade constante das placas da revista e sua autoridade, fazem este trabalho o mais citado de sua espécie. Outros artistas do século XIX que contribuíram em grande parte para a revista incluem Augusta Innes Withers e Anne Henslow Barnard, cunhada de Joseph Dalton Hooker, que atuou no período de 1879-1894. As placas coloridas a mão era um processo laborioso, mas esta tradição foi continuada por outro desenhista principal, Lilian Snelling (1879-1972), até 1948. Um processo de fotomecânica levou-se a cabo após este tempo. Em 1921, Lilian Snelling assumiu o cargo de ilustradora-chefe da revista, cargo que ocupou até 1952, produzindo mais de 830 pinturas e placas durante o seu mandato. Desde 1929, foi assistida por Stella Ross-Craig, uma talentosa ilustradora e botânica que permaneceu com Kew até à década de 1960, contribuindo com 3.000 ilustrações para muitas publicações, incluindo a de Curtis.
A revista publicou-se continuamente desde então, com uma mudança de nome a The Kew Magazine desde 1984 até 1994. Em 1995, o nome voltou à da muito citada, Curtis's Botanical Magazine. Segue sendo publicado pelo Real Jardim Botânico de Kew, como uma publicação para aqueles interessados na ilustração da horticultura, a ecologia ou a botânica.
A forma regular abreviada é Curtis's Bot. Mag. ou Botanical Magazine em citações da literatura botânica.